# Светски дан особа са Дауновим синдромом
Светски дан особа са Дауновим синдромом обележава се сваке године 21. марта почев од 2006. Овај датум је одабран са циљем да укаже на јединственост тризомије 21. хромозома која узрокује Даунов синдром.

## Уједињене нације
Уједињене нације наводе да је процењена инциденција Дауновог синдрома широм света између 1 на 1000 и 1 на 1100 новорођенчади.
Људи са Дауновим синдромом имају тенденцију да имају опште здравствене проблеме. Међутим, социјални и медицински напредак успели су да побољшају квалитет живота људи са синдромом. Почетком 20. века очекивало се да ће погођени живети мање од 10 година. Сада је око 80% одраслих који пате од њега старији од 50 година. Медицински и родитељски рад у раном узрасту значајно утиче на квалитет живота и здравље оних који пате од овог генетског поремећаја задовољавањем својих здравствених потреба, што укључује редовне прегледе ради праћења њиховог физичког и менталног развоја, као и правовремену интервенцију, као било физичком терапијом, инклузивним специјалним образовањем или другим системима подршке у заједници.
Уједињене нације истичу да обележавањем Светског дана особа са Дауновим синдромом имају за циљ да укажу да сви људи са овим синдромом требају имати пуно учешће у доношењу одлука о питањима која се тичу њихових живота или утиче на њих. Ефикасно и смислено учешће основни је принцип људских права који је усвојен у Конвенцији Уједињених нација о правима особа са инвалидитетом.
Процењује се да се једна од 733 бебе роди са овим синдромом. Само у Сједињеним Државама има више од 400.000 људи са овим синдромом.